# MI7
MI7, den brittiska underrättelsetjänstens sektion 7, numera nedlagd, var ett departement under det nedlagda brittiska underrättelseorgan Directorate of Military Intelligence (DMI), som i sin tur var underställt den nedlagda brittiska myndigheten War Office. MI7:s syfte var att verka inom propaganda- och censurapparaten.

## Historia
I februari 1915 bildades Directorate of Special Intelligence, vilket I sin tur lade grunden för MO7, en gren av krigsdepartementet som hade hand om den allmänna pressen. Det var MO7 som gav de första krigskorrespondenterna tillstånd att besöka Västfronten i maj 1915, för att militära myndigheter skulle kunna upprätthålla kontrollen över korrespondenternas arbete.
I januari 1916 skapades en ny myndighet för militär underrättelsetjänst i och med en omorganisation av imperiets generalstab, blev MO7 till MI7.

## Organisation
Military Intelligence Section 7 (MI7) organiserades genom ett antal undersektioner som utmärks genom gemener inom parentes. Exakt vad dessa undersektioner har gjort varierar med tiden, men kan grovt summeras som följer.
- MI7 (a) – censur
- MI7 (b) – utländsk och inhemsk propaganda, inklusive kontroll av pressutskick som rör militären
- MI7 (c) – översättning och (från 1917) reglering av utländska besökare
- MI7 (d) – utländsk presspropaganda och granskning (del av undersektion (b) fram till dess att (d) bildades 1916)

## I populärkultur
Namnet MI7 har ofta felaktigt använts i fiktion som namn för en underrättelsetjänst eller organisation som liknar de verkliga MI5 eller MI6, vilket tyder på att få känner till den verkliga organisationen.
I James Bond-filmen Agent 007 med rätt att döda från 1962 finns det två explicita referenser till att Bond arbetar för MI6. En av dessa (när M pratar) har dubbats till MI7, trots att läpparna tydligt säger MI6.
Rowan Atkinsons karaktär Johnny English från spionparodifilmerna Johnny English och Johnny English Reborn är agent för MI7.

## Missförstånd angående MI7 idag
Det återkommande utsagorna om att MI7 fortfarande skulle vara verksamma i Storbritannien (med få eller inga bevis) kommer troligast från två vanliga företeelser. Den första är olika referenser till MI7 i populärkultur (se ovanför) som vissa använder som fakta. Sedan finns det vissa webbsidor som uttryckligen hänvisar MI7:s fortsatta verksamhet, ofta beskrivet som en hemlig statlig avdelning som utreder ockultism och övernaturlighet. Sådana webbsidor tenderar att vara drivna av konspirationsteoretiker eller onlinespelare som har konstruerat så utarbetat material att den vanlige användaren inte kan utskilja fakta från fiktion.